# طليعة متحركة
الطليعة المتحركة نخبة تشكل أفضل فرسان الجيش وكانت تستخدم للانقضاض على صفوف الجيوش المواجهة وتوجيه ضربات سريعة موجعة. أستخدمت لأول مرة في الجيش الإسلامي بعهد الخلفاء الراشدين أثناء الفتح الإسلامي للشام، تحت قيادة خالد بن الوليد. وقد خصصت هذه القوة كاحتياطي للخيالة لاستخدامها في المعركة عند الحاجة.
بعد الانتصار الحاسم في معركة أجنادين في 634 م، اختار خالد بن الوليد قوة تتكون من 4,000 من الخيالة من جيشه المشارك في العراق المكون من 8,000 رجل وأبقاها تحت قيادته.